# Csongrád-Csanád vármegyei fesztiválok és rendezvények listája
Ez a szócikk Csongrád-Csanád vármegye ismertebb rendezvényeit, programsorozatait mutatja be.
| Program neve                                     | Helyszín                                          | Időpont                  |
| ------------------------------------------------ | ------------------------------------------------- | ------------------------ |
| Alföldi Állattenyésztési Napok                   | Hódmezővásárhely                                  | április                  |
| Borfesztivál                                     | Hódmezővásárhely                                  | augusztus                |
| Borfesztivál és Kenyérünnep                      | Csongrád                                          | augusztus                |
| Burgonyafesztivál                                | Ruzsa                                             | október                  |
| Citerazenekarok és Pávakörök Találkozója         | Földeák                                           | szeptember               |
| Dél-alföldi Katonazenekari Fesztivál             | Hódmezővásárhely                                  | szeptember               |
| Éneklő Ifjúság – iskolai kórusok koncertsorozata | Csongrád, Hódmezővásárhely, Makó, Szeged, Szentes | április                  |
| Fábiánsebestyéni Lovas Napok                     | Fábiánsebestyén                                   | április–május            |
| Forráskúti Folklór Fesztivál                     | Forráskút                                         | június                   |
| Grillfesztivál                                   | Makó                                              | június                   |
| Hagymabál                                        | Makó                                              | március                  |
| Hagymakarnevál                                   | Makó                                              | február                  |
| Hagyományőrző Szüreti Mulatság                   | Mindszent                                         | október                  |
| Helyi Ízek Fesztiválja                           | Bordány                                           | szeptember               |
| Hódstock Fesztivál                               | Hódmezővásárhely                                  | szeptember               |
| Homokháti Fesztivál                              | Szatymaz                                          | augusztus                |
| Homokháti Sokadalom                              | Mórahalom                                         | június–július            |
| Hungarikum Fesztivál                             | Szeged                                            | augusztus                |
| Kalácsfesztivál                                  | Szegvár                                           | augusztus                |
| Kárpát-medencei Íjásztalálkozó                   | Ópusztaszer, NTE                                  | július                   |
| Kisteleki Búcsú és Aratóünnep                    | Kistelek                                          | augusztus                |
| Kistelek Open Nemzetközi Táncverseny             | Kistelek                                          | szeptember               |
| Kistelek-Ópusztaszer Éjszakai Gyalogtúra         | Kistelek Ópusztaszer                              | június utolsó szombatjar |
| Körös-toroki Napok                               | Csongrád                                          | július–augusztus         |
| Kukorica Labirintus Fesztivál                    | Kiszombor                                         | július–augusztus         |
| Lelei Napok                                      | Maroslele                                         | szeptember               |
| Lepényváró Fesztivál                             | Szentes-Lapistó                                   | július                   |
| Magyarok karácsonya                              | Ópusztaszer, NTE                                  | december                 |
| Makó Expo                                        | Makó                                              | május                    |
| Makói Muzsika                                    | Makó                                              | július–augusztus         |
| Makói Nemzetközi Gitárfesztivál                  | Makó                                              | augusztus                |
| Makói Nemzetközi Hagymafesztivál                 | Makó                                              | szeptember               |
| Makói Operettfesztivál                           | Makó                                              | június                   |
| Mórakert Paradicsom Fesztivál                    | Mórahalom                                         | július                   |
| Motoros Országgyűlés                             | Ópusztaszer, NTE                                  | július–augusztus         |
| Napfényfalva Fesztivál                           | Kübekháza                                         | május                    |
| Nomád Ételfőző Fesztivál                         | Algyő                                             | szeptember               |
| Operettfalu                                      | Kübekháza                                         | július                   |
| Országos Természetfilm Fesztivál                 | Pusztaszer                                        | augusztus                |
| Őszi Fesztivál                                   | Felgyő                                            | szeptember               |
| Őszi Kulturális Fesztivál (SZTE)                 | Szeged                                            | október                  |
| Őszibarack Fesztivál                             | Szatymaz                                          | július                   |
| Paprikafesztivál                                 | Mindszent                                         | szeptember               |
| Répafesztivál                                    | Domaszék                                          | július                   |
| Sajt- és Gasztronómiai Fesztivál                 | Kistelek                                          | október                  |
| Simándy József Nemzetközi Énekverseny            | Szeged                                            | április (kétévenként)    |
| Spárgafesztivál                                  | Öttömös                                           | június                   |
| Szatymazi Repülőnap                              | Szatymaz                                          | június                   |
| Szegedi Blues & Jazz Fesztivál                   | Szeged                                            | március                  |
| Szegedi Borfesztivál                             | Szeged                                            | május                    |
| Szegedi Egyházzenei Hetek                        | Szeged                                            | május                    |
| Szegedi Fúvószenekari Fesztivál                  | Szeged                                            | szeptember               |
| Szegedi Halászléfesztivál                        | Szeged                                            | szeptember               |
| Szegedi Ifjúsági Napok                           | Szeged                                            | augusztus                |
| Szegedi Jazz Napok                               | Szeged                                            | november                 |
| Szegedi Nemzetközi Gitárfesztivál                | Szeged                                            | április                  |
| Szegedi Nemzetközi Grillfesztivál                | Szeged                                            | augusztus                |
| Szegedi Nemzetközi Hárfaverseny                  | Szeged                                            | november (háromévenként) |
| Szegedi Nemzetközi Néptáncfesztivál              | Szeged                                            | július–augusztus         |
| Szegedi Őszi Zsidó Kulturális Fesztivál          | Szeged                                            | szeptember               |
| Szegedi Paprikafesztivál                         | Szeged                                            | október                  |
| Szegedi Sárkányhajó Fesztivál                    | Szeged                                            | szeptember               |
| Szegedi Sörfesztivál                             | Szeged                                            | június                   |
| Szegedi Super 8mm Fesztivál                      | Szeged                                            | szeptember               |
| Szegedi Szabadtéri Játékok                       | Szeged                                            | július–augusztus         |
| Szegedi Tavaszi Fesztivál                        | Szeged                                            | március–április          |
| Szegedi Várjátékok                               | Szeged                                            | július–augusztus         |
| Szent Gellért Zenei Fesztivál                    | Szeged                                            | szeptember               |
| Szentesi Lecsófesztivál                          | Szentes                                           | szeptember               |
| Szentesi Madárfesztivál                          | Szentes                                           | november                 |
| Szobori búcsú                                    | Ópusztaszer, NTE                                  | szeptember               |
| Szőregi Rózsaünnep                               | Szeged-Szőreg                                     | június                   |
| Szüreti Fesztivál és Kakaspörköltfőző-verseny    | Pusztamérges                                      | szeptember               |
| Tánc és Zene Nemzetközi Fesztivál                | Csongrád                                          | augusztus                |
| Tápéi Tarhonyafesztivál                          | Szeged-Tápé                                       | augusztus                |
| Thealter Színházi Fesztivál                      | Szeged                                            | július                   |
| Tiszazugi Zenei Fesztivál                        | Csongrád                                          | június                   |
| Újszentiváni Rétesfesztivál                      | Újszentiván                                       | április                  |
| Vántus István Kortárszenei Napok                 | Szeged                                            | november                 |
| Zentus Napok – Nemzetközi Haditorna Fesztivál    | Szegvár                                           | szeptember               |
| Zöldség- és Virágfesztivál és Kiállítás          | Balástya                                          | október                  |
| Zsidó Kulturális Fesztivál                       | Hódmezővásárhely                                  | augusztus–szeptember     |